# Liga Monárquica Internacional

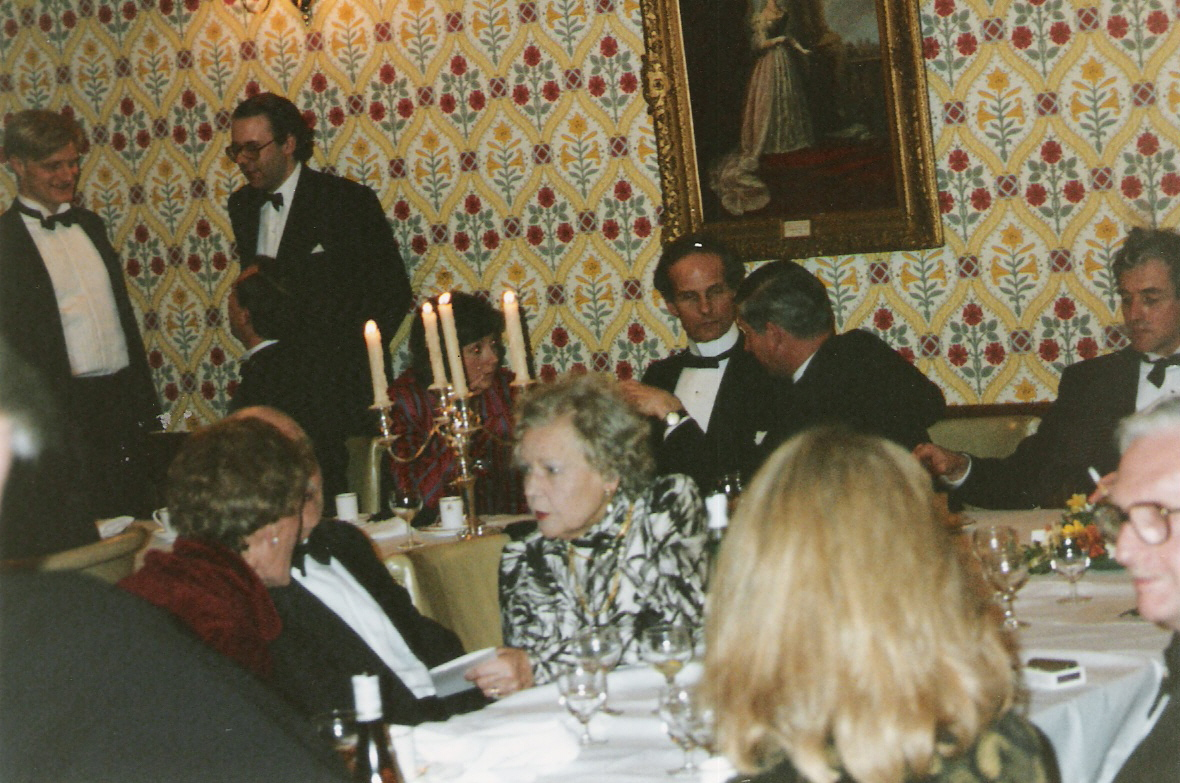
Fotografía de varios miembros de la Liga Monárquica; Lor Nicolas Hervey, Nikolai Tolstoy y Merlin Sudeley en el "Oxford & Cambridge Club", en Westminster. 12 de marzo de 1990.

La Liga Monárquica Internacional (conocida hasta mediados de la década de 1990 como la Liga Monárquica) es una organización dedicada a la preservación y promoción del sistema monárquico de gobierno y de sus principios en todo el mundo. Ha estado particularmente activa promoviendo la restauración de la monarquía en países que se han convertido en repúblicas durante el siglo XX, en particular luego de la Segunda Guerra Mundial. Tiene su sede en el Reino Unido.

## Actualidad
El actual canciller es el conde Nikolai Tolstoy, de profesión historiador, quien asumió a fines de 1987. El administrador y tesorero desde aproximadamente 1993 ha sido el Honorable W. Denis Walker, quien fue presentado al Gran Consejo el 14 de marzo de 1990 por Gregory Lauder-Frost, secundado por Lord Sudeley. En marzo de 2002 se formó una sociedad limitada por garantía, The Monarchist Movement Trust Limited, de la cual Walker es Secretario y un Director. Tras tener su sede en el centro de Londres durante medio siglo, ahora la Liga tiene su oficina en Bishop's Stortford, Hertfordshire.

## Publicaciones
- The Monarchist, attempt at quarterly in 1973, but bi-annual until 1984 (incl), once in 1985, and 1987. Quality A5 journal with photos. The editors were Guy Stair Sainty, KStJT, (1975-6), Jeffrey Finestone (1979 - Feb 1987).
- The Crown and Australia by Donald J Markwell, Fellow of Merton College, Oxford University, London, 1987, (P/B booklet).
- Monarchist League Newsletter (A4) quarterly, edited by Gregory Lauder-Frost (October 1987 - December 1992 incl.); (became simply Monarchy about 1994). Carried articles, comment, and reports.
- The Betrayal of Bulgaria by Gregory Lauder-Frost, - an assessment of the Bulgarian kingdom in the 20th century, Policy Discussion Paper, Summer 1989. (This essay was translated and reprinted in the Sofia, Bulgaria, newspaper Democracy).
- Monarchy by Professor Charles Arnold-Baker, OBE, London, 1991, (P/B booklet).
- Romanian Essays and Notes edited by Gregory Lauder-Frost, London, February 1991, (P/B booklet).
- China - The Last Years of Empire by Gregory Lauder-Frost, Monarchist League Review Paper, London, June 1992.
- Monarchy, current (2008) quarterly glossy A4 journal of the Monarchist League (editor unknown - not stated in journal).
- The Crown, current (2008) quarterly glossy A4 journal of The Constitutional Monarchy Association (editor unknown - not stated in journal).